# Paphiopedilum schoseri
Paphiopedilum schoseri är en orkidéart som beskrevs av Guido Jozef Braem och Hartmut Mohr. Paphiopedilum schoseri ingår i släktet Paphiopedilum och familjen orkidéer. Inga underarter finns listade i Catalogue of Life.

## Bildgalleri

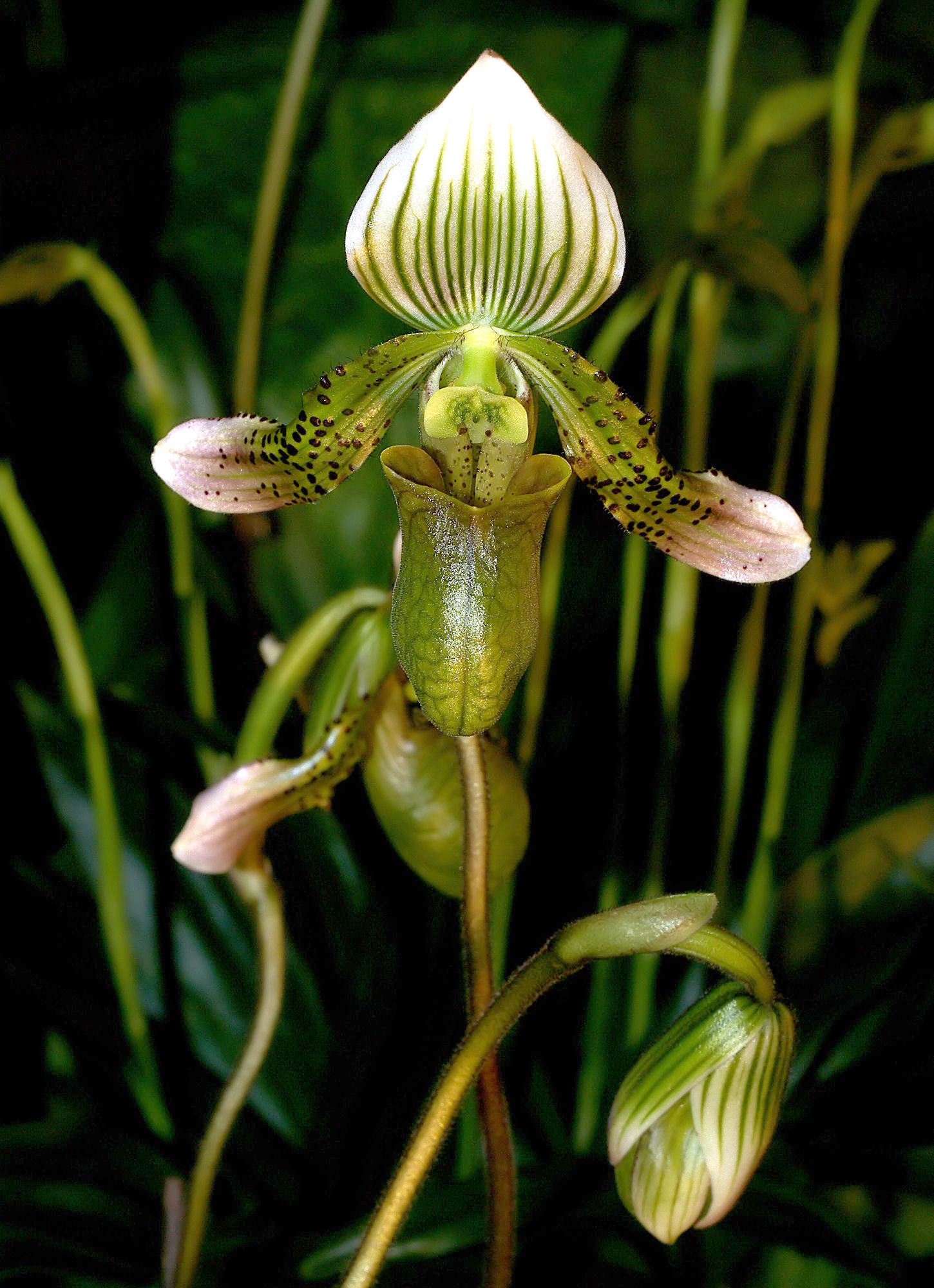